# بنجامين ليس
بنجامين ليس (بالإنجليزية: Benjamin Lees)‏ هو معلم موسيقى وملحن أمريكي، ولد في 8 يناير 1924 في هاربن في الصين، وتوفي في 31 مايو 2010 في غلين كوف في الولايات المتحدة بسبب نوبة قلبية.

## وصلات خارجية
- الموقع الرسمي
- بنجامين ليس على موقع IMDb (الإنجليزية)
- بنجامين ليس على موقع ميوزك برينز (الإنجليزية)
- بنجامين ليس على موقع ديسكوغز (الإنجليزية)